# Por que Você Não Chora?
Por que Você Não Chora? é um filme de drama brasileiro de 2021, dirigido e escrito por Cibele Amaral. O filme traz a história de uma estudante de psicologia que durante seu estágio precisa atender uma paciente com Transtorno de Borderline que muda sua vida. É protagonizado por Carolina Monte Rosa e Bárbara Paz, e conta ainda com Maria Paula, Elisa Lucinda e Cristiana Oliveira nos demais papéis.

## Sinopse
Jéssica (Carolina Monte Rosa) é uma humilde e séria menina que saiu do interior para estudar psicologia na Capital. Durante seus estágios de graduação, ela conhece Bárbara (Bárbara Paz), uma mulher diagnosticada com Transtorno de Borderline. Esse acontecimento transforma sua vida. Enquanto Bárbara está se autoconhecendo, Jéssica não sabe nada sobre si. Agora, elas travam uma série de conflitos que vai levando a estudante de psicologia a descobrir que nunca teve uma vida.

## Elenco
- Bárbara Paz como Bárbara
- Caroline Monte Rosa como Jéssica
- Cristiana Oliveira como Do Carmo
- Elisa Lucinda
- Maria Paula
- Luciana Murtuchelli como mãe de Jéssica

## Produção
A direção e o texto do filme são assinados por Cibele Amaral. A história é baseada em acontecimentos reais vividos pela cineasta, que também é psicóloga, enquanto ela estagiava no Instituto de Saúde Mental (ISM), em Brasília.

## Lançamento
A estreia do filme se deu no Festival de Gramado em 2020. O filme foi lançado no Brasil em 9 de setembro de 2021 pela O2 Filmes. A data de lançamento coincide com as campanhas governamentais do Setembro Amarelo, promovidas pelo governo do Brasil promovendo discussões sobre saúde mental e prevenção ao suicídio.

## Recepção
Por que Você Não Chora? foi recebido com avaliações mistas por parte da crítica. Denis Le Senechal Klimiuc, em sua crítica ao site Cinema com Rapadura, avaliou o filme positivamente, dando uma nota de 9 em 10 pontos possíveis. Ele destacou a excelente pesquisa de campo realizada pela cineasta, a direção e o texto que, segundo ele, é o pilar fundamental da trama. Também elogiou as atuações de Bárbara Paz, Cristiana Oliveira, Maria Paula e Elisa Lucinda: "Bárbara Paz dá um banho de composição porque, quando não é o corpo é o olhar, e vice-versa."
Já Matheus Fiore, do site Plano Aberto, fez uma resenha negativa sobre o filme, dizendo: "O resultado de Por que você não chora? é um filme muito preocupado em retratar as diferentes facetas, características e efeitos do tabu sobre sanidade mental, mas que acaba não dramatizando seus acontecimentos ou tornando seus personagens complexos o suficiente para que eles se pareçam algo além de figuras saídas diretamente de um comercial do Ministério da Saúde."

## Prêmios e indicações
| Ano  | Associações                   | Categoria                                          | Recipiente(s)           | Resultado |
| ---- | ----------------------------- | -------------------------------------------------- | ----------------------- | --------- |
| 2020 | Festival de Cinema de Gramado | Melhor Longa-metragem Brasileiro                   | Por que Você Não Chora? | Indicado  |
| 2020 | Festival de Cinema de Gramado | Melhor Atriz Coadjuvante (Prêmio especial do júri) | Elisa Lucinda           | Venceu    |

[carece de fontes?]